# Austrotinodes
Austrotinodes är ett släkte av nattsländor. Austrotinodes ingår i familjen trattnattsländor.

## Dottertaxa tillAustrotinodes, i alfabetisk ordning[1]
- Austrotinodes adamsae
- Austrotinodes amazonensis
- Austrotinodes ancylus
- Austrotinodes angustior
- Austrotinodes ariasi
- Austrotinodes armiger
- Austrotinodes bracteatus
- Austrotinodes brevis
- Austrotinodes canoabo
- Austrotinodes cekalovici
- Austrotinodes chihuahua
- Austrotinodes contubernalis
- Austrotinodes cubanus
- Austrotinodes doublesi
- Austrotinodes fortunata
- Austrotinodes freytagi
- Austrotinodes fuscomarginatus
- Austrotinodes inbio
- Austrotinodes irwini
- Austrotinodes lineatus
- Austrotinodes madininae
- Austrotinodes mexicanus
- Austrotinodes neblinensis
- Austrotinodes nielseni
- Austrotinodes panamensis
- Austrotinodes paraguayensis
- Austrotinodes picada
- Austrotinodes prolixus
- Austrotinodes quadrispina
- Austrotinodes recta
- Austrotinodes recurvatus
- Austrotinodes sedmari
- Austrotinodes talcanus
- Austrotinodes texensis
- Austrotinodes triangularis
- Austrotinodes tuxtlensis
- Austrotinodes uruguayensis